# Цзуньхуа
Цзуньхуа́ (кит. упр. 遵化, пиньинь Zūnhuà) — городской уезд городского округа Таншань провинции Хэбэй (КНР). Название переводится как «почитать и трансформировать», и происходит от фразы «почитать учение Конфуция и Мэн-цзы, обучать и трансформировать жизнь простых людей».

## История
При империи Поздняя Тан был создан уезд Цзуньхуа (遵化县). При империи Цин в 1676 году уезд был поднят в ранге до области, а в 1743 году — до «непосредственно управляемой области», так получилась Непосредственно управляемая область Цзуньхуа (遵化直隶州). После Синьхайской революции в Китае была произведена реформа структуры административного деления, в ходе которой области были упразднены, и в 1913 году область Цзуньхуа была преобразована в уезд.
В 1949 году был образован Специальный район Таншань (唐山专区), и уезд вошёл в его состав. В 1959 году к уезду Цзуньхуа был присоединён уезд Цяньси, но в 1961 году был выделен вновь. В 1968 году Специальный район Таншань был переименован в Округ Таншань (唐山地区). В 1983 году решением Госсовета КНР город Таншань и округ Таншань были расформированы, и уезд Цзуньхуа вошёл в новосозданный Городской округ Таншань. В 1992 году решением Госсовета КНР уезд Цзуньхуа был преобразован в городской уезд.

## Административное деление
Городской уезд Цзуньхуа делится на 2 уличных комитета, 13 посёлков, 9 волостей и 3 национальные волости.